# Provinciale weg 374

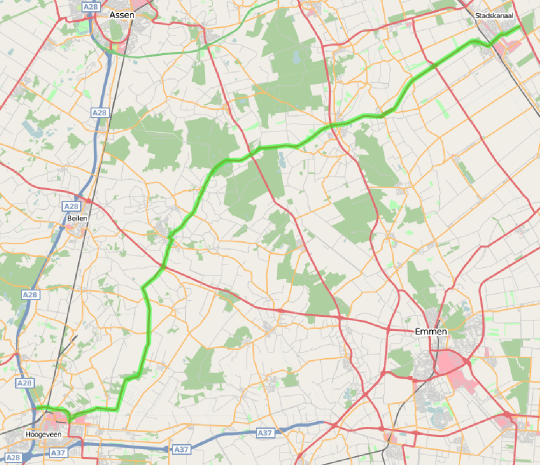
Detailkaart traject

De provinciale weg 374 (N374) is een provinciale weg in de provincies Drenthe en Groningen welke een verbinding vormt tussen Hoogeveen en Stadskanaal. De weg begint in Stadskanaal, aan de N366. Van daaruit loopt de weg door respectievelijk Stadskanaal, Nieuw-Buinen, Borger, Schoonloo richting Hoogeveen, waarna hij op- en afritten heeft naar de N379 en de dorpen Buinen, Buinerveen en Westerbork.
De weg was tot 2009 tussen Nieuw-Buinen en Buinen uitgevoerd als tweestrooks-autoweg met een maximumsnelheid van 100 km/h. Tegenwoordig is de hele weg uitgevoerd als gebiedsontsluitingsweg met een maximumsnelheid van 80 km/h.
N34 · N46 · N351 · N353 · N354 · N355 · N356 · N357 · N358 · N359 · N360 · N361 · N362 · N363 · N364 · N365 · N366 · N367 · N368 · N369 · N370 · N371 · N372 · N373 · N374 · N375 · N376 · N377 · N378 · N379 · N380 · N381 · N382 · N383 · N384 · N385 · N386 · N387 · N388 · N390 · N391 · N392 · N393 · N398

N851 · N852 · N853 · N854 · N855 · N856 · N857 · N858 · N860 · N861 · N862 · N863 · N865 · N910 · N913 · N917 · N918 · N919 · N924 · N927 · N928 · N962 · N963 · N964 · N966 · N967 · N969 · N972 · N973 · N974 · N975 · N976 · N977 · N978 · N979 · N980 · N981 · N982 · N983 · N984 · N985 · N986 · N987 · N988 · N989 · N990 · N991 · N992 · N993 · N994 · N995 · N996 · N997 · N998 · N999

Cursief vermelde wegen zijn voormalige provinciale wegen.